# Eutolype depilis
Eutolype depilis är en fjärilsart som beskrevs av Augustus Radcliffe Grote 1881. Eutolype depilis ingår i släktet Eutolype och familjen nattflyn. Inga underarter finns listade i Catalogue of Life.

## Bildgalleri

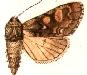